# (831) Stateira
(831) Stateira ist ein Asteroid des Hauptgürtels, der am 20. September 1916 vom deutschen Astronomen Max Wolf in Heidelberg entdeckt wurde.
Der Asteroid ist nach der Gattin des Artaxerxes II. von Persien benannt.